# Holzham (Bruckmühl)
Holzham ist eine Gemarkung im Landkreis Rosenheim in Oberbayern. Bis 1975 bestand die Gemeinde Holzham im Landkreis Rosenheim.
Die Gemarkung Holzham hat eine Fläche von 1062,9 Hektar und liegt vollständig auf dem Gebiet der Gemeinde Bruckmühl. Die Gemarkung bildet den Norden des Gemeindegebiets von Bruckmühl. Auf der Gemarkung liegen die Bruckmühler Gemeindeteile Breitenberg, Ginsham, Hirschberg, Hornau, Nacken, Oberholzham, Oberwall, Öd, Schnürmann, Stachöd, Unterholzham, Unterwall, Voglried, Wolfgraben und Zum Winterblöcker. Ihre benachbarten Gemarkungen sind Baiern, Hohenthann, Beyharting, Bruckmühl und Höhenrain.

## Geschichte
Die Gemeinde Holzham wurde 1838 gegründet. Orte der Gemeinde waren (1970) Unterholzham, Bichl, Breitenberg, Ginsham, Hirschberg, Hornau, Nacken, Oberholzham, Oberwall, Öd, Stachöd, Unterwall und Voglried.
Im Zuge der Gebietsreform in Bayern schloss sich 1975 die Gemeinde Holzham der Gemeinde Bruckmühl an. Der Gemeindeteil Bichl kam zu Tuntenhausen.